# 勝野昌慶
勝野 昌慶（かつの あきよし、1997年6月12日 - ）は、岐阜県可児市出身のプロ野球選手（投手）。右投右打。中日ドラゴンズ所属。

## 経歴

### プロ入り前
可児市立春里小学校1年生から岐阜東濃リトルリーグで野球を始め、可児市立西可児中学校時代では中濃ドリームボーイズ（現・岐阜中濃ボーイズ）に所属していた。
土岐商業高等学校時代は1年夏からベンチ入りを果たし背番号18を背負った。2年秋にはエースとしてチームを引っ張り、岐阜県でベスト4に入り東海大会へ出場したが、2回戦で堀内謙伍、鈴木将平擁する静岡高校に敗れた。3年夏の岐阜県大会は、3回戦で羽島北高校に敗れ、甲子園出場はしていない。高校の時のストレートの最速は146km/hだった。
高校で野球を引退するつもりだったが、高校3年で野球部を引退した後の8月、三菱重工名古屋硬式野球部の練習会で認められたことにより、社会人野球に進むことになった。社会人1年目は2016年の第87回都市対抗野球大会に出場した（2回戦）。同年10月から11月にかけて開催された2016 WBSC U-23ワールドカップにも日本代表として出場している（日本代表は優勝）。 社会人2年目もチームは都市対抗野球大会（第88回）に出場したが、同年春に右肘を故障した勝野の登板機会はなく、チームは2回戦で敗退した。この故障は冬には完治し、2017年のアジアウインターベースボールリーグにJABA選抜として出場している（JABA選抜は優勝）。社会人3年目は、3月の第73回JABA東京スポニチ大会において2回戦のセガサミー戦で完投勝利をした。都市対抗野球大会では東海地区予選でチームは敗退し本大会出場を逃した。勝野は補強選手でトヨタ自動車硬式野球部の選手として本大会に出場したが、実戦に出ることはなかった。同年4月に行われたJABA静岡大会でチームは優勝し、勝野は同大会の最優秀新人賞を受賞した。8月に開催された2018年アジア競技大会の野球日本代表に選出され、リリーフ投手として三試合出場し無失点に抑え、チームの準優勝に貢献した。同大会では自己最速の152km/hを記録している。ドラフト指名された後に行われた11月の第44回社会人野球日本選手権大会で勝野は準決勝の対東芝戦において6安打の完封勝利を挙げ、続いての決勝戦でもリリーフ登板で好投し（2回2/3 を2安打1四球無失点）、チームは優勝を果たした。同大会での活躍により勝野は最高殊勲選手賞と優秀選手賞（投手部門）を受賞した。日本野球連盟から2018年12月6日に2018年度社会人野球表彰で最多勝利投手賞を受賞した（5勝1敗／9試合、66回、勝率.833）。
2018年のドラフト会議では中日ドラゴンズから3巡目指名を受けた。11月21日に契約金6500万円、年俸1200万円で仮契約を結んだ（金額は推定）。背番号は41。

### 中日時代
2019年5月17日の対読売ジャイアンツ戦で初登板初先発したが、6回3失点で敗戦投手となった。5月24日対東京ヤクルトスワローズ戦でプロ初勝利を飾った。同年秋、ヘルニアを発症した。
2020年の春キャンプは二軍スタートとなった。7月11日に昇格し同日の広島東洋カープ戦で同年初先発を務めるも、3回途中6失点と炎上した。しかし、終わってみれば前年を上回る13試合に先発登板し4勝を挙げ、その内3戦3勝をヤクルト戦で挙げて対戦防御率は1.71を記録するなど、ヤクルトキラーとして活躍した。一方で、リーグワーストとなる7暴投を記録するなど粗さも目立った。
2021年は、初めて開幕ローテーション入りを果たし、4月終了時点でチームトップの3勝を挙げていたが、そこから勝ち星に恵まれず、最終的に17試合に登板して3勝6敗、防御率3.74という成績でシーズンを終えた。
2022年は開幕2戦目の3月26日の巨人戦（東京ドーム）で先発を任され、1点ビハインドの5回に自らがプロ初となる2点本塁打を打って逆転し6回2失点の好投をしたが、試合は敗戦した。その後も安定した登板を続けていたが、4月27日の阪神タイガース戦（甲子園）で左脇腹を痛めて登録抹消される。治療に専念した後、8月23日の巨人戦（東京ドーム）で4か月ぶりに先発登板したが、5回4失点で降板。最終的に8試合の登板で0勝4敗、防御率4.53という成績だった。
2023年からはリリーフに転向し、開幕戦となる3月31日の巨人戦（東京ドーム）では、先発の小笠原慎之介が逆転を許した後の8回裏二死三塁の場面で登板。坂本勇人を1球目で打ち取ると、その後9回表にチームが逆転し、わずか1球で2年ぶりとなる勝利投手となった。その後は中継ぎとして清水達也などと共に一軍の救援陣を支えるが、8月17日の読売ジャイアンツ戦（バンテリンドームナゴヤ）の翌朝に上肢のコンディション不良を訴え、21日に登録抹消。リハビリを経て9月15日に復帰し、同月25日の阪神タイガース戦（バンテリンドームナゴヤ）でプロ初セーブを挙げる。最終的にキャリアハイの50試合に登板し、5勝2敗1セーブ25ホールド、防御率2.01の成績を残し、オフの11月23日に2100万円増の年俸4000万円で契約を更改した（金額は推定）。

## 選手としての特徴・人物
社会人時代の最高球速は152km/hで、プロ入り後の2025年5月6日に、球団日本人最速記録である160km/hを記録した。また、スライダー・カーブ・フォークなどの変化球を持つ。
自身が着ける背番号41の前任者で中日投手コーチを務める浅尾拓也を尊敬しており、投球の際は自身を鼓舞するために「俺は浅尾だ」と心の中で言い聞かせながら投げることもあるという。また、浅尾自身が引退試合で使用したグラブをもらい、自宅に飾って家宝にしている。

## 詳細情報

### 年度別投手成績
| 年 度     | 球 団     | 登 板 | 先 発 | 完 投 | 完 封 | 無 四 球 | 勝 利 | 敗 戦 | セ 丨 ブ | ホ 丨 ル ド | 勝 率 | 打 者 | 投 球 回 | 被 安 打 | 被 本 塁 打 | 与 四 球 | 敬 遠 | 与 死 球 | 奪 三 振 | 暴 投 | ボ 丨 ク | 失 点 | 自 責 点 | 防 御 率 | W H I P |
| --------- | --------- | ----- | ----- | ----- | ----- | -------- | ----- | ----- | -------- | ----------- | ----- | ----- | -------- | -------- | ----------- | -------- | ----- | -------- | -------- | ----- | -------- | ----- | -------- | -------- | ------- |
| 2019      | 中日      | 3     | 3     | 0     | 0     | 0        | 1     | 2     | 0        | 0           | .333  | 71    | 16.1     | 16       | 2           | 9        | 0     | 0        | 9        | 1     | 0        | 11    | 11       | 6.06     | 1.53    |
| 2020      | 中日      | 13    | 13    | 0     | 0     | 0        | 4     | 5     | 0        | 0           | .444  | 298   | 72.0     | 74       | 7           | 17       | 0     | 2        | 56       | 7     | 0        | 32    | 31       | 3.88     | 1.26    |
| 2021      | 中日      | 17    | 17    | 0     | 0     | 0        | 3     | 6     | 0        | 0           | .333  | 391   | 91.1     | 92       | 9           | 31       | 3     | 2        | 67       | 1     | 0        | 38    | 38       | 3.74     | 1.35    |
| 2022      | 中日      | 8     | 8     | 0     | 0     | 0        | 0     | 4     | 0        | 0           | .000  | 183   | 43.2     | 46       | 6           | 13       | 0     | 1        | 36       | 0     | 0        | 24    | 22       | 4.53     | 1.35    |
| 2023      | 中日      | 50    | 0     | 0     | 0     | 0        | 5     | 2     | 1        | 20          | .714  | 201   | 49.1     | 33       | 2           | 22       | 4     | 2        | 49       | 1     | 0        | 11    | 11       | 2.01     | 1.11    |
| 2024      | 中日      | 39    | 0     | 0     | 0     | 0        | 1     | 1     | 0        | 7           | .500  | 174   | 41.0     | 44       | 1           | 14       | 3     | 0        | 33       | 2     | 0        | 16    | 16       | 3.51     | 1.41    |
| 通算：6年 | 通算：6年 | 130   | 41    | 0     | 0     | 0        | 14    | 20    | 1        | 27          | .412  | 1318  | 313.2    | 305      | 27          | 106      | 10    | 7        | 250      | 12    | 0        | 132   | 129      | 3.70     | 1.31    |

- 2024年度シーズン終了時
- 各年度の太字はリーグ最高

### 年度別守備成績
| 年 度 | 球 団 | 投手  | 投手  | 投手  | 投手  | 投手  | 投手     |
| 年 度 | 球 団 | 試 合 | 刺 殺 | 補 殺 | 失 策 | 併 殺 | 守 備 率 |
| ----- | ----- | ----- | ----- | ----- | ----- | ----- | -------- |
| 2019  | 中日  | 3     | 2     | 5     | 0     | 0     | 1.000    |
| 2020  | 中日  | 13    | 6     | 5     | 0     | 1     | 1.000    |
| 2021  | 中日  | 17    | 10    | 20    | 0     | 1     | 1.000    |
| 2022  | 中日  | 8     | 5     | 11    | 0     | 1     | 1.000    |
| 2023  | 中日  | 50    | 3     | 9     | 0     | 1     | 1.000    |
| 2024  | 中日  | 39    | 0     | 7     | 1     | 2     | .875     |
| 通算  | 通算  | 130   | 26    | 57    | 1     | 6     | .988     |

- 2024年度シーズン終了時

### 記録
初記録
投手記録
- 初登板・初先発登板：2019年5月17日、対読売ジャイアンツ6回戦（ナゴヤドーム）、6回3失点で敗戦投手
- 初奪三振：同上、1回表に山本泰寛から空振り三振
- 初勝利・初先発勝利：2019年5月24日、対東京ヤクルトスワローズ10回戦（明治神宮野球場）、6回2/3を1失点
- 初ホールド：2023年4月16日、対読売ジャイアンツ6回戦（バンテリンドーム ナゴヤ）、6回表に3番手で救援登板、1回無失点
- 初セーブ：2023年9月25日、対阪神タイガース24回戦（バンテリンドーム ナゴヤ）、9回表に2番手で救援登板・完了、1回無失点[30]

打撃記録
- 初打席：2019年5月17日、対読売ジャイアンツ6回戦（ナゴヤドーム）、テイラー・ヤングマンから四球
- 初安打：2020年10月21日、対横浜DeNAベイスターズ20回戦（ナゴヤドーム）、5回裏に坂本裕哉から左前安打
- 初打点：2020年11月4日、対横浜DeNAベイスターズ23回戦（ナゴヤドーム）、4回裏に坂本裕哉から右越2点適時三塁打
- 初本塁打：2022年3月26日、対読売ジャイアンツ2回戦（東京ドーム）、5回表に山﨑伊織から左中間越2ラン

その他の記録
- 1球勝利：2023年3月31日、対読売ジャイアンツ1回戦（東京ドーム）、8回裏二死に2番手で救援登板、1/3回無失点 ※史上46人目47度目、開幕戦で記録するのは史上2人目[26]、セ・リーグでは史上初。

### 社会人野球での表彰
- 最優秀新人賞（JABA静岡大会 2018年）
- 最高殊勲選手賞/優秀選手賞（社会人野球日本選手権大会 2018年）

### 背番号
- 41（2019年[12] - ）

### 代表歴
- 2016 WBSC U-23ワールドカップ 日本代表
- 2018年アジア競技大会 野球日本代表